# Marshall Mills
Marshall Mills est un joueur américain de football américain universitaire évoluant au poste de wide receiver.

## Carrière

### Université
Mills joue à l'université de Virginie de l'Ouest et intègre l'équipe de football américain en 1972. Il reçoit son plus grand nombre de passe en universitaire lors de sa première saison avec trente réceptions pour 659 yards et trois touchdowns. En 1973, il reçoit vingt-neuf ballons pour 397 yards et deux touchdowns. Sa dernière saison en universitaire le voit marquer trois touchdowns.

### Professionnel
Marshall Mills est sélectionné au dixième tour du draft de la NFL de 1975 par les Falcons d'Atlanta au 237e choix. Il ne fait pas partie du groupe des Falcons lors de l'ouverture de la saison 1975 et ne jouera jamais en professionnel.